# 나카미치
나카미치(Nakamichi Corporation, 일본어: ナカミチ株式会社)는 1948년 창업한 일본 굴지의 스피커 및 통신 장비 제조 전문 업체이다.